# UDP scan
L'UDP scan è una scansione utilizzata per rilevare quali sono i servizi attivi sul protocollo UDP.
Tipicamente la vittima, nel caso in cui la porta sia aperta non invierà alcuna risposta. Nel caso in cui essa sia chiusa, invierà un pacchetto ICMP type 3 code 3 (port unreachable) o type 3 code 13 (administratively prohibited). Questo pacchetto serve per rifiutare attivamente una connessione e viene inviato solo se sull'host non sono presenti personal firewall che lo bloccano e raggiunge l'autore della scansione solo se non ci sono network firewall che ne bloccano il passaggio. Per questi motivi la scansione UDP non è una tecnica affidabile in quanto se l'attaccante non riceve risposta non può essere sicuro che la porta sia aperta. L'unica certezza che ha è che se riceve un ICMP di rifiuto allora la porta è chiusa.
Un altro svantaggio di questa tecnica è che, per determinare lo stato di una porta, bisogna attendere che passi un certo tempo (timeout). Per cui ipotizzando di impostare un timeout pari a 1 secondo, per scandire tutte le porte di un host (65535) sono necessari 65535 secondi (18,2 ore circa).